# フランシス・ピゴット
フランシス・スチュワート・ギルデロイ・ピゴット（Francis Stewart Gilderoy Piggott, CB、1883年3月18日 - 1966年4月26日）は、イギリスの陸軍軍人。
東京の駐日英国大使館で駐在武官を4回、合計15年間務め、知日派を通り越した非常な親日派であった。父も息子もフランシスという名前をもっているため、F・S・G・ピゴット（F. S. G. Piggott）と記されることが多い。通称ロイ・ピゴット（Roy Piggot）。

## 経歴
1883年3月18日ロンドン生まれ。父はサー・フランシス・テイラー・ピゴット、母方の祖父が英国議員のジャスパー・ウィルソン・ジョーンズ。父がお雇い外国人として伊藤博文の法律顧問となったため、1888年4歳で来日し、4年間滞在した。王立陸軍士官学校を卒業し、陸軍士官となった。1904年に日本語担当官に志願し、日本で2年間日本語を学ぶ。
1922年から1926年まで、東京で駐在武官。このとき、当時皇太子であった昭和天皇訪英の際には接伴員をつとめた。1927年から1935年までは英国陸軍省（War Office）に勤務し、1936年から1939年まで再び東京で駐在武官を務めた。この間の1937年にはジョージ6世の戴冠を記念して、バス勲章（コンパニオン）を授与されている（1937 Coronation Honours）。最終階級は少将。
1966年4月26日死去。83歳。
息子のフランシス・ジェームズ・クロード・ピゴット（Francis James Claude Piggott、1910 - 1996）も父と同様に東京で駐在武官を務めた。

## 人物
幼少期を日本で過ごしたためか、非常に親日的であった。第一次世界大戦期には大正天皇の名誉元帥任命を提案し、実現している。
1922年のワシントン会議において日英同盟廃止が決定され、日英関係に陰りが見られたが、当時の駐日英国大使（1919-1926年在任）のサー・チャールズ・エリオットが関係悪化を防ぐ努力をしていたのに対し、後任のサー・ジョン・ティリー（1926-1931年在任）は十分のその努力をしていなかった、とピゴットは見ていた。
1936年に再び東京に派遣されたのは、陸軍省が日本との関係改善を期待してのものであったが、サー・ロバート・クライヴ大使（1934-1937年在任）はピゴットの日本陸軍に対する楽観的な分析をあまり信頼しておらず、もう一人の知日派である商務参事官のジョージ・サンソムの方を信頼していた。大使がサー・ロバート・クレイギーに交代してもクライヴは外務省に依頼してサンソムを留任させ、クレイギーがピゴットの分析に偏るのを防止しようとしたが、ピゴットとクレイギーは第一次世界大戦以来の旧知の間柄であり、クレイギー大使に対するピゴットの影響は少なくなかった。

## 著作
- Broken thread: An autobiography, Gale & Polden; 1st Edition edition (1950). ASIN B0000CHOJQ
  - 長谷川才次訳 『斷たれたきずな  日英外交六十年』 時事通信社（1951年）。ASIN B000JAS84G
  - 新版 『断たれたきずな』  函入り新書版（全3巻）、時事通信社（1959年）